# Данилюк Дмитро Дмитрович
Дмитро Дмитрович Данилюк (19 вересня 1941, Тересва — 6 червня 2020) — український історик. Доктор історичних наук (1994), професор (1996).

## Біографія
Народився 19 вересня 1941 року в селянській родині в селі Тересва (сьогодні смт у Тячівському районі Закарпатської області України). У 1947—1957 роках навчався в семирічній школі, після чого працював на підприємствах. З 1960 року навчався на історичному факультеті Ужгородського університету, диплом якого здобув 1965 року. У 1965—1971 роках працював шкільним учителем. У 1971 році закінчив аспірантуру під очільництвом професора Михайла Трояна. З 1971 року працював старшим викладачем в Ужгородському університеті, у якому в 1982—1987 роках обіймав посаду завідувача підготовчого відділення, а у 2001—2013 роках — завідувача кафедри історії України. У 1994 році захистив докторську дисертацію «Розвиток історичної науки в Закарпатті (з кінця XVIII — до середини XX ст.)». У 1996 році присвоєне вчене звання професора. Помер 6 червня 2020 року, похований у селі Минай Ужгородського району Закарпатської області.

## Нагороди
- Орден «За заслуги» III ступеня (2006)[7]

## Праці
Автор понад 300 праць з української історіографії, зокрема, історіографії Закарпаття в XVIII—XX століттях, автор 14 окремих видань.

### Монографії
- Історіографія Закарпаття в новітній час (1917—1985). — Львів: Вид-во Львів. держ. ун-ту, Вища школа, 1987. — 130 с.
- Ю. І. Гуца-Венелін. — Ужгород, 1995. — 45 с.
- Михайло Лучкай — патріарх Закарпатської історіографії. — Ужгород, 1995. — 62 с.
- Історія Закарпаття в біографіях і портретах (з давніх часів до початку ХХ ст.). — Ужгород: Ужгородський держ. ун-т, 1997. — 289 с.
- Історична наука на Закарпатті (кінець XVIII — перша половина ХХ ст.). — Ужгород: Патент, 1999. — 352 с.
- Іван Семенович Орлай. З наукової спадщини. — Ужгород, 2005. — 144 с.
- Історія Закарпаття: навчальний посібник з краєзнавства / Ред. Л. Ільченко. Міністерство освіти і науки, молоді та спорту України; Держ. вищий навч. заклад «Ужгородський національний університет». — Ужгород: Вид-во В. Падяка, 2013. — 304 с.